# Chariesthes analis
Chariesthes analis là một loài bọ cánh cứng trong họ Cerambycidae.